# Regnande djur
Regnande djur är ett relativt ovanligt meteorologiskt fenomen, även om förekomster har rapporterats från många länder genom historien. En hypotes som kan förklara fenomenet är att starka vindar som far över vattnet ibland kan rycka med sig djur såsom fisk och grodor ur vattnet, och bära dem flera kilometer. Emellertid finns inga dokumenterade fall med vittnen som iakttagit fenomenet och inte heller några  vetenskapliga försök för att pröva teorin.
De djur som mest rimligt tros falla från skyn i regnskurar är fiskar och grodor, men även fåglar. Ibland överlever djuren fallet, i synnerhet fiskarna, vilket antyder ett kort tidsgap mellan utvinningen och själva fallet. Flera vittnen till regnande grodor beskriver djuren som skrämda, men friska, och framvisande ett relativt normalt beteende direkt efter händelsen. Vid några tillfällen har djuren dock frusit ihjäl eller till och med fullständigt inpackats i is. Det finns exempel där alstret från regnet inte är intakta djur, utan skadade kroppsdelar. Vissa fall inträffar precis efter stormar med starka vindar, speciellt under tornador.
Det finns emellertid många fall av regnskurar av djur som inträffat under gynnsamma väderförhållanden, och helt i avsaknad av starka vindar eller skydrag.

## Exempel på händelser
Nedan följer ett antal exempel på händelser, de flesta under 2000-talet.

### Fiskar

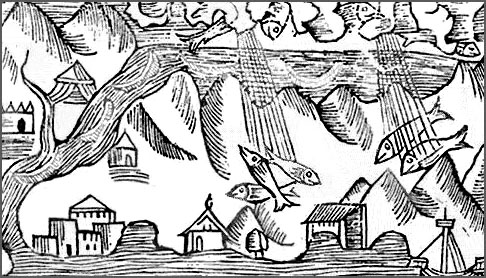
Träsnitt från 1555 som visar ett fiskregn.

- Det årliga fiskregnet, Lluvia de Peces, i Yoro, Honduras.
- Dire Dawa, Etiopien, 20 januari 2016[4]
- Tampico, Mexiko, 26 september 2017[5]
- Oroville, USA, 16 maj 2017[6]
- Jaffna, Sri Lanka, 7 november 2017[7]
- Golpayegan, Iran, 3 april 2018[8]

### Spindlar
- Albury, Australien, 1974[9]
- San Bernardo Mountain, Salta-provinsen, Argentina, 2007[10]
- Santo Antônio da Platina, Brasilien, 3 februari 2013[11]
- Goulburn, Australien, 15 maj 2015[9]

### Grodor och paddor
- Ishikawa prefekturen, Japan, juni 2009 – händelser rapporterades under hela månaden.[12]
- Rákóczifalva, Ungern, 18–20 juni 2010[13]
- Cabo Polonio, Uruguay, 2011[13]

### Övriga djur
- Medusor: Bath, i sydvästra England, 1894[14]
- Maskar: Jennings i Louisiana, 11 juli 2007[15]
- Diverse marina djur, inklusive bläckfiskar, snäckor och sjöstjärnor: Qingdao, i  Shandong-provinsen, Kina.13 juni 2018[16][17]